# Begonia phrixophylla
Espèce
Begonia phrixophylla est une espèce de plantes de la famille des Begoniaceae.
L'espèce fait partie de la section Reichenheimia.
Elle a été décrite en 1931 par Ethelbert Blatter (1877-1934) et Yule Merwyn Charles McCann (1899-1980).

## Répartition géographique
Cette espèce est originaire du pays suivant : Inde.